# 柏山吾郎
柏山 吾郎（かしわやま ごろう、1879年12月8日 - 1933年1月8日）は、山形県西村山郡（現：山形県河北町谷地新町）出身で伊勢ノ海部屋に所属した大相撲力士。本名は斎藤 定五郎（さいとう さだごろう（ていごろう））。最高位は西前頭7枚目。

## 来歴
1879年12月8日に山形県西村山郡（現：山形県河北町谷地新町）で生まれる。幼い頃から体格が良かったことから伊勢ノ海部屋へ入門、1899年1月場所で序ノ口から初土俵を踏んだ。順調に出世していき、1907年1月場所で新十両昇進、1908年5月場所で新入幕を果たした。
小兵ながら完全な正攻法の取り口で入幕を果たしたが、当時の幕内は常陸山谷右エ門・梅ヶ谷藤太郎（2代）が全盛期の時代で、自身も得意ながら相手から強烈な突っ張りを受けて勝ち越すことが出来ず、苦戦していた。
1913年1月場所を最後に現役を引退し、年寄・山科を襲名して日本相撲協会の理事としても活躍しながら、山科部屋を経営した。出羽海とは碁敵としてほぼ毎日のように出羽海部屋を訪れ、碁を打ちながら春秋園事件で相談役にさせられた出羽海の愚痴・苦情を聞いたり、出羽海から破門を受けた若い力士を取り成すなど「首繋ぎの神様」と呼ばれ、人望も厚かった。
1933年1月8日に死去、53歳没。

## 主な成績
- 番付在位場所数：29場所
- 通算成績：20勝32敗4分2預21休　勝率.385（幕下以下は相撲レファレンス等のデータベースに登録がないため、便宜的に十両以上のみを示す。ただしこの他に幕下の記録として少なくとも14勝12敗1分が確認できる）
- 通算幕内成績：7勝20敗2分21休　勝率.259
- 幕内在位：5場所

### 場所別成績
| 1899年 （明治32年） | 西序ノ口7枚目 –              | 西序二段15枚目 –             |
| 1900年 （明治33年） | 東序二段6枚目 –              | 西序二段15枚目 –             |
| 1901年 （明治34年） | 西三段目33枚目 –             | 東三段目14枚目 –             |
| 1902年 （明治35年） | 西三段目6枚目 –              | 東幕下35枚目 –               |
| 1903年 （明治36年） | 東幕下12枚目 –               | 西幕下20枚目 –               |
| 1904年 （明治37年） | 西幕下16枚目 –               | 西幕下9枚目 3–1 （対十両戦） |
| 1905年 （明治38年） | 東幕下5枚目 1–1 （対十両戦） | 西幕下8枚目 0–1 （対十両戦） |
| 1906年 （明治39年） | 西幕下6枚目 1–1 （対十両戦） | 西幕下2枚目 3–0 （対十両戦） |
| 1907年 （明治40年） | 西十両6枚目 3–4 1分          | 西十両10枚目 4–2 1預         |
| 1908年 （明治41年） | 西十両3枚目 6–1 1分1預       | 東前頭10枚目 2–6–1 1分       |
| 1909年 （明治42年） | 西前頭8枚目 2–6 2分          | 西前頭7枚目 0–2–8            |
| 1910年 （明治43年） | 西前頭10枚目 3–1             | 西前頭14枚目 0–0–10          |
| 1911年 （明治44年） | 東十両3枚目 0–5              | 東幕下4枚目 2–3              |
| 1912年 （明治45年） | 東幕下7枚目 3–1 1分          | 東幕下筆頭 1–4               |
| 1913年 （大正2年） | 西幕下19枚目 引退 –          | x                            |
| 各欄の数字は、「勝ち-負け-休場」を示す。 優勝 引退 休場 十両 幕下 三賞：敢=敢闘賞、殊=殊勲賞、技=技能賞 その他：★=金星 番付階級：幕内 - 十両 - 幕下 - 三段目 - 序二段 - 序ノ口 幕内序列：横綱 - 大関 - 関脇 - 小結 - 前頭（「#数字」は各位内の序列） |                              |                              |

- 幕下以下の地位は小島貞二コレクションの番付実物画像による。

## 改名歴
- 最上潟 定五郎 - 1899年1月場所 - 1899年5月場所
- 柏山 定五郎 - 1900年1月場所 - 1903年5月場所
- 柏山 吾郎 - 1904年1月場所 - 1913年1月場所